# Eficacia energética

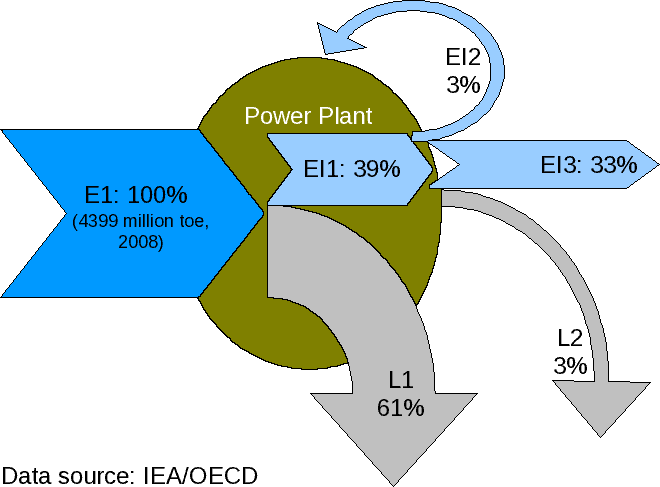
Eficacia energética de Generación de energía eléctrica, 2008

En la física y en ingeniería mecánica, la eficacia energética (o eficacia termodinámica) es un número sin dimensión, que es el informe que indica lo que puede recuperarse provechosamente de la máquina de lo que se ha gastado para hacerla funcionar. 
La eficacia energética se denomina con la letra griega eta, y se define como
{\displaystyle {\text{eficiencia}}\ \eta ={\frac {\text{salida}}{\text{entrada}}}}
Donde salida (output) es la cantidad de trabajo mecánico (en vatios) o energía consumida por el proceso (en julios), y entrada (input), es la cantidad de trabajo o energía que se utiliza como entrada para efectuar el proceso. 
Este concepto muy a menudo se confunde con el rendimiento, que es la relación entre la eficacia real de la máquina y la eficacia teórica máxima que se puede esperar de ella. El rendimiento tiene siempre un valor incluido entre 0 y 1 (o 0 y 100%), mientras que según el sistema, la eficacia puede tomar cualquier valor positivo.
En economía, el término de eficacia energética se utiliza de manera sinónima al de eficiencia energética, que consiste en reducir los consumos de energía a igual servicio prestado.

## Física
La eficacia energética de un sistema depende de su vocación: 
- en el caso de un motor, se trata de:

{\displaystyle {\text{Eficiencia}}={\frac {W}{\text{energía}}}}
dónde W es la cantidad útil trabajo producido por el sistema (en Julios), y la energía es la cantidad de energía (también en julios) utilizada para hacer funcionar el sistema.
La eficacia energética puede también producirse en la utilización de las técnicas o prácticas para reducir la utilización de energía.
Una eficacia de 1 (100 %) es imposible por un motivo: lo prohíbe la segunda ley de la termodinámica.
- en el caso de un frigorífico o de una bomba de calor, se puede enunciar:

{\displaystyle {\text{Eficiencia}}={\frac {Q}{\text{energía}}}}
dónde Q es el calor útil intercambiado por el sistema (en julios), y la energía es la cantidad de energía (también en julios) utilizada para hacer funcionar el sistema. En el caso de un frigorífico, el calor útil es el que sirve para enfriar los alimentos, en el caso de una bomba de calor esto es el que sirve para calentar el interior de la casa.